# Attar
Attar (arabsko  عثتر‎, musnad 𐩲𐩻𐩩𐩧) je bil semitsko božanstvo, katerega ime, vloga in celo spol so bili v različih kulturah različni.

## Ime in identiteta
Attar je imel veliko imen: Attar  (aramejsko), Athtar (južna Arabija), Astar (Aksum), Aštar (Moab) in Aṯtar (ugaritsko). V nekaterih vidikih semitske mitologije je v obeh spolih istoveten s planetom Venera - Danico ali Večernico. Povezan je tudi s helenistično boginjo Astarto.
Attarja so v predislamskem času častili v južni Arabiji. Kot bog vojne je bil pogosto omenjen kot  "on, ki je neustrašen v bitki". Eden od njegovih simbolov je bila konica kopja. Njegova sveta žival je bila antilopa oriks.   Imel je moč nad Venero kot Danico in človeštvo oskrboval z vodo. Attar kot voda ni predstavljal samo dežja, ampak tudi vodo, ki je v deževnih sezonah tekla po sicer suhih vadijih.